# استان مصراته
یکی از استان‌های کشور لیبی است.
مرکز این استان شهری است به نام مصراته.

## شهرستان‌ها

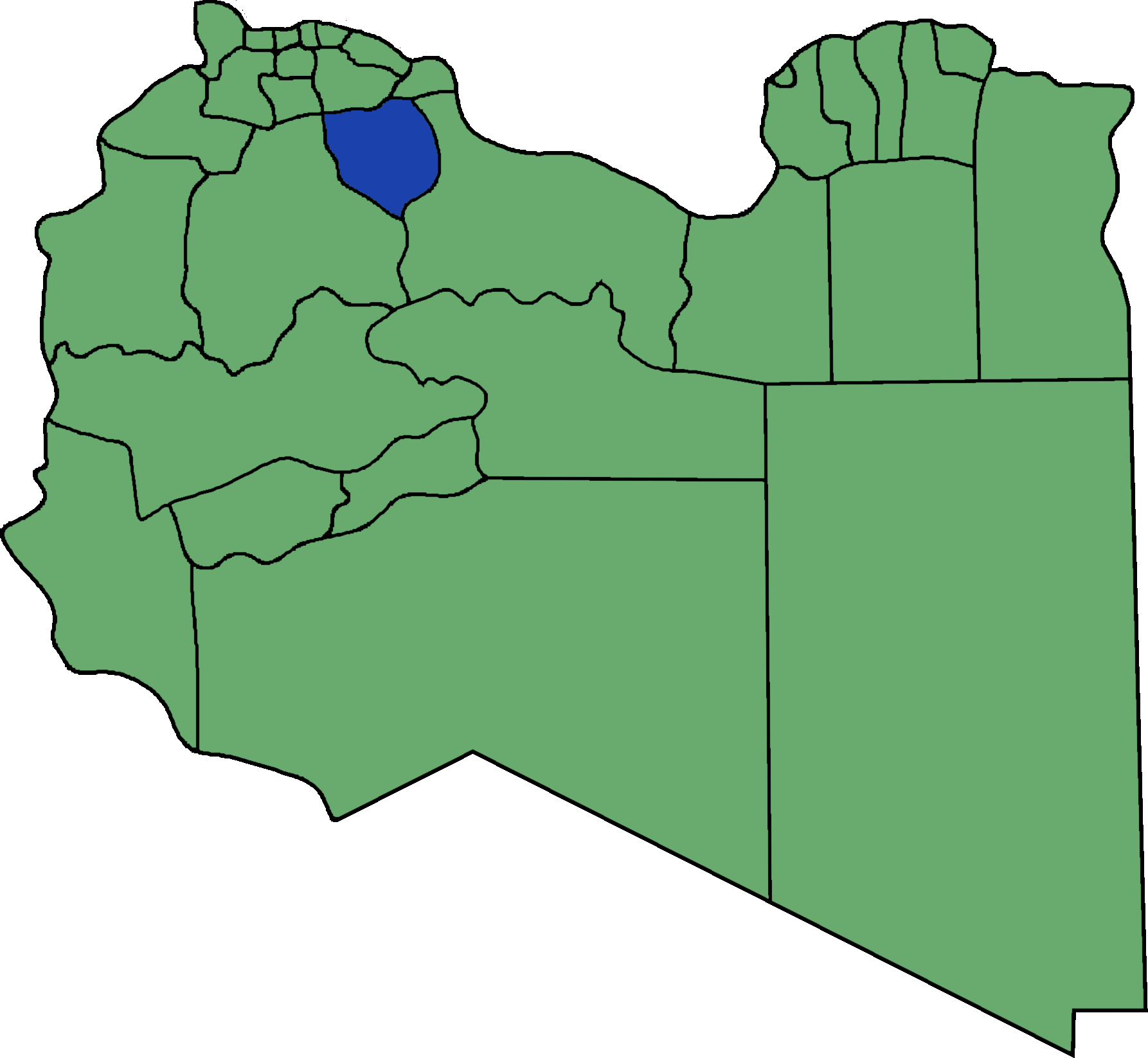
استان بنی ولید در نقشه سابق لیبی

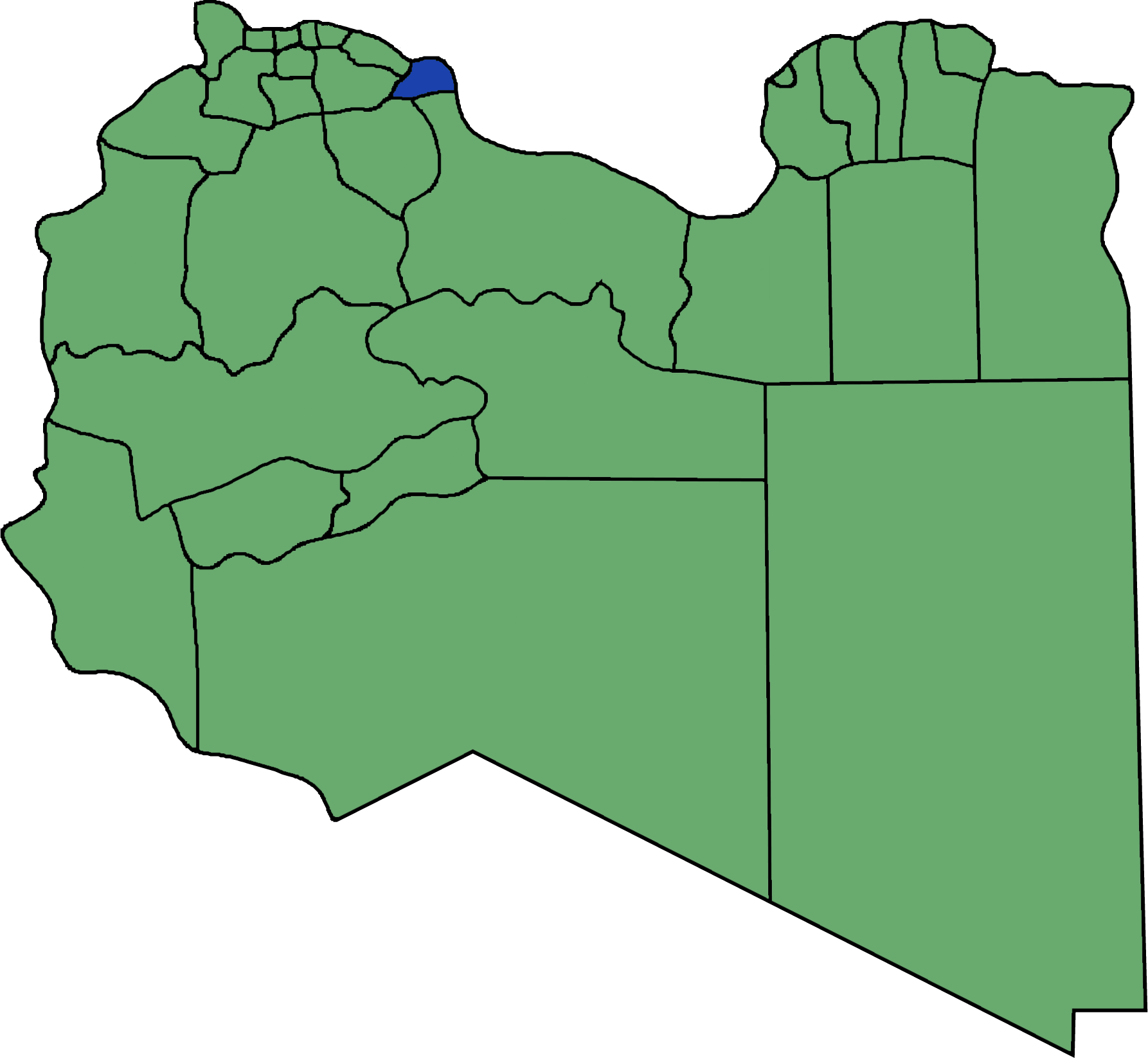
استان مصراته در نقشه سابق لیبی